# Stimmkreis Weiden in der Oberpfalz
Der Stimmkreis Weiden in der Oberpfalz (Stimmkreis 308) ist ein Stimmkreis in der Oberpfalz. Er umfasst die kreisfreie Stadt Weiden i.d.OPf. sowie die Städte Neustadt a.d.Waldnaab und Vohenstrauß sowie die Gemeinden Altenstadt a.d.Waldnaab, Bechtsrieth, Eslarn, Etzenricht, Floß, Flossenbürg, Georgenberg, Irchenrieth, Kirchendemenreuth, Kohlberg, Leuchtenberg, Luhe-Wildenau, Mantel, Moosbach, Parkstein, Pirk, Pleystein, Püchersreuth, Schirmitz, Störnstein, Tännesberg, Theisseil, Waidhaus, Waldthurn, Weiherhammer des Landkreises Neustadt an der Waldnaab. Wahlberechtigt waren bei der letzten Landtagswahl 85.387 Einwohner.

## Landtagswahl 2023
Zur Landtagswahl 2023 treten folgende Parteien und Direktkandidaten im Stimmkreis Weiden in der Oberpfalz an:
| Nr. | Direktkandidat     | Partei       | Erststimmen in % | Gesamtstimmen in % |
| --- | ------------------ | ------------ | ---------------- | ------------------ |
| 1   | Stephan Oetzinger  | CSU          | 41,4             | 41,9               |
| 2   | Laura Weber        | GRÜNE        | 7,4              | 7,3                |
| 3   | Tobias Groß        | Freie Wähler | 13,2             | 13,2               |
| 4   | Roland Magerl      | AfD          | 19,6             | 19,9               |
| 5   | Nicole Bäumler     | SPD          | 9,5              | 9,3                |
| 6   | Christoph Skutella | FDP          | 4,1              | 3,4                |
| 7   | Tobias Kraus       | LINKE        | 1,1              | 1,1                |
| 8   | Roland Bayer       | BP           | 1,0              | 1,0                |
| 9   | Barbara Kindl      | ÖDP          | 2,1              | 1,8                |
| 10  | -                  | V-Partei³    | -                | 0,1                |
| 11  | Sonja Schuhmacher  | dieBasis     | 0,7              | 0,8                |
| 12  | -                  | Volt         |                  | 0,2                |

## Landtagswahl 2018
Die Landtagswahl 2018 hatte folgendes Ergebnis:
- Wahlbeteiligung: 71,7 %
- Stimmberechtigte: 85.387
- Wähler: 61.225
- Ungültige Erststimmen: 695
- Gültige Erststimmen: 60.533
- Ungültige Gesamtstimmen: 1.465
- Gültige Gesamtstimmen: 120.996

| Direktkandidat     | Partei               | Erststimmen in % | Gesamtstimmen in % | +/- zu 2013 |
| ------------------ | -------------------- | ---------------- | ------------------ | ----------- |
| Stephan Oetzinger  | CSU                  | 39,8             | 40,2               | - 7,8       |
| Annette Karl       | SPD                  | 14,9             | 13,7               | - 13,2      |
| Karl Meier         | Freie Wähler         | 10,4             | 10,4               | + 2,6       |
| Klaus Bergmann     | GRÜNE                | 10,0             | 10,3               | + 6,5       |
| Christoph Skutella | FDP                  | 4,8              | 4,3                | + 2,1       |
| Ali Daniel Zant    | DIE LINKE            | 2,9              | 2,8                | + 0,7       |
| Petra Ringelmann   | BP                   | 1,7              | 1,9                | - 0,2       |
| Barbara Kindl      | ÖDP                  | 2,0              | 1,6                | - 0,9       |
| Tobias Stenzel     | PIRATEN              | 0,6              | 0,5                | - 1,3       |
| Roland Magerl      | AfD                  | 13,1             | 13,4               | + 13,4      |
| -                  | mut                  | -                | 0,3                | + 0,3       |
| -                  | Die Partei           | -                | 0,3                | + 0,3       |
| -                  | Gesundheitsforschung | -                | 0,1                | + 0,1       |
| -                  | V-Partei³            | -                | 0,1                | + 0,1       |

Neben dem erstmals direkt gewählten Stimmkreisabgeordneten Stephan Oetzinger (CSU) wurden die Kandidaten der SPD, Annette Karl, der FDP, Christoph Skutella, und der AfD, Roland Magerl, über die jeweiligen Bezirkslisten ihrer Parteien in den Landtag gewählt.

## Landtagswahl 2013
Das Gebiet der Gemeinde Windischeschenbach wurde bei der Landtagswahl 2013 erstmal dem Stimmkreis Tirschenreuth zugeordnet. Die Wahl hatte folgendes Ergebnis:
- Wahlbeteiligung: 63,8 %
- Stimmberechtigte: 86.253
- Wähler: 55.027
- Ungültige Erststimmen: 790
- Gültige Erststimmen: 54.236
- Ungültige Zweitstimmen: 1.889
- Gültige Zweitstimmen: 108.164

| Direktkandidat     | Partei       | Erststimmen in % | Gesamtstimmen in % | +/- zu 2008 |
| ------------------ | ------------ | ---------------- | ------------------ | ----------- |
| Petra Dettenhöfer  | CSU          | 47,0             | 48,1               | + 6,1       |
| Annette Karl       | SPD          | 28,1             | 27,0               | + 1,1       |
| Manfred Plößner    | Freie Wähler | 6,7              | 7,8                | - 1,4       |
| Sonja Schuhmacher  | GRÜNE        | 3,7              | 3,8                | - 0,9       |
| Barbara Kindl      | ÖDP          | 3,0              | 2,5                | + 0,0       |
| Christoph Skutella | FDP          | 2,6              | 2,2                | - 4,1       |
| Leo Bäumler        | BP           | 2,4              | 2,1                | + 1,1       |
| Viera Färber       | DIE LINKE    | 2,0              | 2,1                | - 2,5       |
| Thomas Prüter      | PIRATEN      | 1,9              | 1,9                | + 1,9       |

## Landtagswahl 2008
2008 hatte dieser Wahlkreis die Nummer 309.
Bei der Landtagswahl 2008 waren im Stimmkreis 90.805 Einwohner wahlberechtigt. Die Wahlbeteiligung betrug 59,2 %. Die Wahl hatte folgendes Ergebnis:
| Direktkandidat    | Partei       | Erststimmen in % | Gesamtstimmen in % | +/- zu 2003 |
| ----------------- | ------------ | ---------------- | ------------------ | ----------- |
| Petra Dettenhöfer | CSU          | 38,8             | 42,2               | - 19,2      |
| Annette Karl      | SPD          | 28,1             | 25,9               | + 2,4       |
| Gisela Helgath    | GRÜNE        | 4,6              | 4,7                | + 0,7       |
| Karl Meier        | Freie Wähler | 9,5              | 9,2                | + 5,6       |
| Fritz Heiß        | FDP          | 6,9              | 6,2                | + 4,7       |
| Karl Meixner      | REP          | 0,9              | 0,8                | - 1,9       |
| Barbara Kindl     | ödp          | 2,8              | 2,5                | + 0,2       |
| Rudolf Puckl      | BP           | 1,2              | 1,1                | 0,0         |
| -                 | BüSo         | -                | -                  | 0,0         |
| -                 | Bürger-Block | -                | -                  | -           |
| Sandro Hammer     | LINKE        | 4,5              | 4,6                | + 4,6       |
| -                 | VIOLETTE     | -                | -                  | -           |
| Patrick Schröder  | NPD          | 2,8              | 2,8                | + 2,8       |
| -                 | RRP          | -                | 0,2                | + 0,2       |